# The Reward of Chivalry
The Reward of Chivalry è un cortometraggio muto del 1916 diretto da William Worthington.

## Produzione
Il film fu prodotto dalla Universal Gold Seal (Universal Film Manufacturing Company).

## Distribuzione
Distribuito dall'Universal Film Manufacturing Company, il film - un cortometraggio in tre bobine - uscì nelle sale cinematografiche USA il 18 gennaio 1916.